# Riserva naturale della Foce dell'Isonzo
La riserva naturale regionale della Foce dell'Isonzo è un'area naturale protetta del Friuli-Venezia Giulia istituita nel 1996. La riserva, che occupa una superficie di 2.338 ha sulla terraferma a cui si aggiungono 1.154 ha in acqua, protegge il territorio lagunare alla foce del fiume Isonzo nella provincia di Gorizia.

## Descrizione

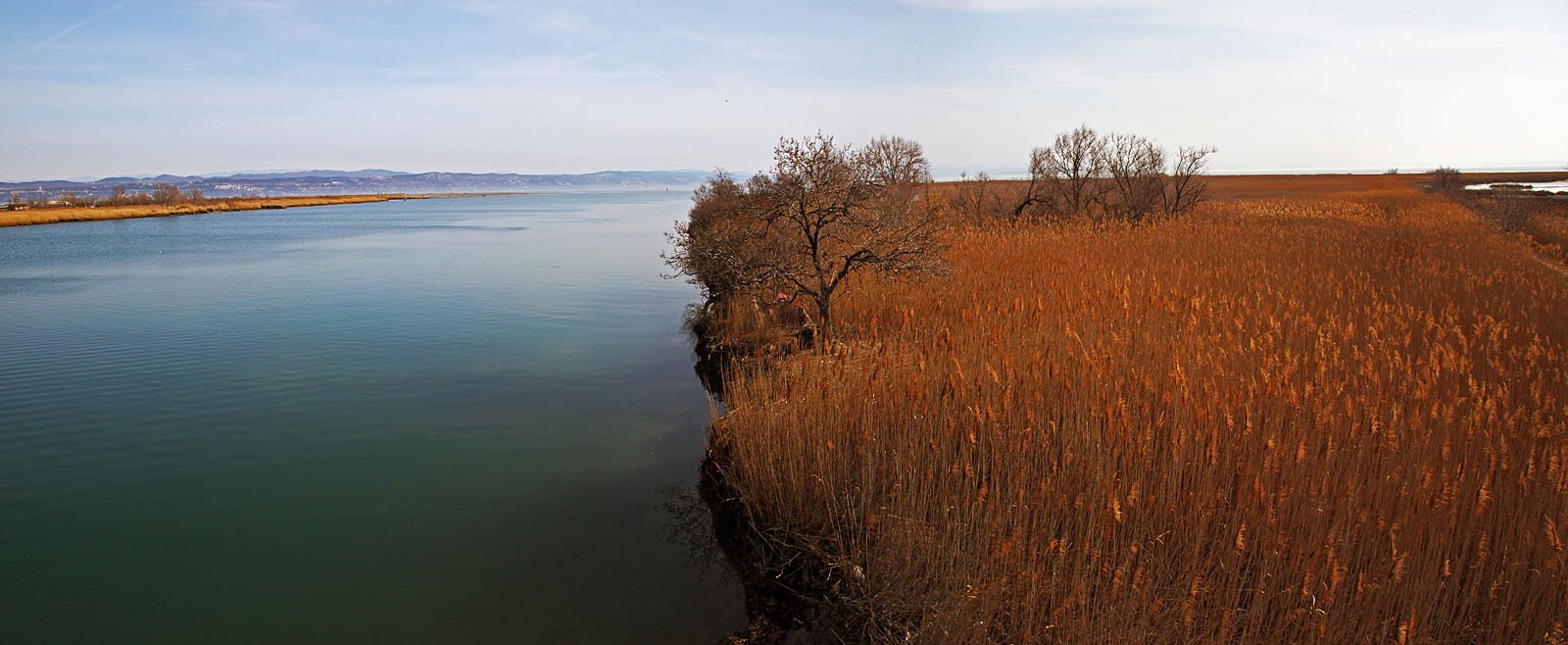
Foce dell'Isonzo

La documentazione del posto relativa alla fine dell'Ottocento indica la zona come dell'isola della Cona caratterizzata da una natura selvaggia con una prevalenza di vegetazione palustre e boschiva, ricca di risorgive che confluiscono nel canale Quarantia che separa l'isola dalla terraferma.
Nel 1937-38 si avviano i lavori di costruzione di una diga all'interno del sistema deltizio dell'Isonzo che permette di creare un collegamento terrestre all'Isola della Cona, vengono oltretutto creati altri sistemi di deflusso delle acque per bonificare la zona e renderla terreno coltivabile.
La foce dell'Isonzo come la totalità delle zone umide acquitrinose della bassa friulana vennero completamente eliminate, solo nel 1976 si cominciò a pensare a progetti di possibile ripristino e tutela nell'ambito della protezione ambientale. Nel 1983 una legge regionale inizia un graduale ripristino delle aree palustri che si avvia con il riallagamento dell'isola della Cona.
Il primo progetto di area protetta risale al 1983.
Nel 1996 la regione Friuli-Venezia Giulia istituisce attraverso una legge regionale la Riserva Naturale della Foce dell'Isonzo. Nel 2016 è stata dichiarata zona umida di importanza internazionale ai sensi della Convenzione di Ramsar.

### Comuni
- Fiumicello Villa Vicentina
- Grado
- San Canzian d'Isonzo
- Staranzano

## Ambiente

### Fauna

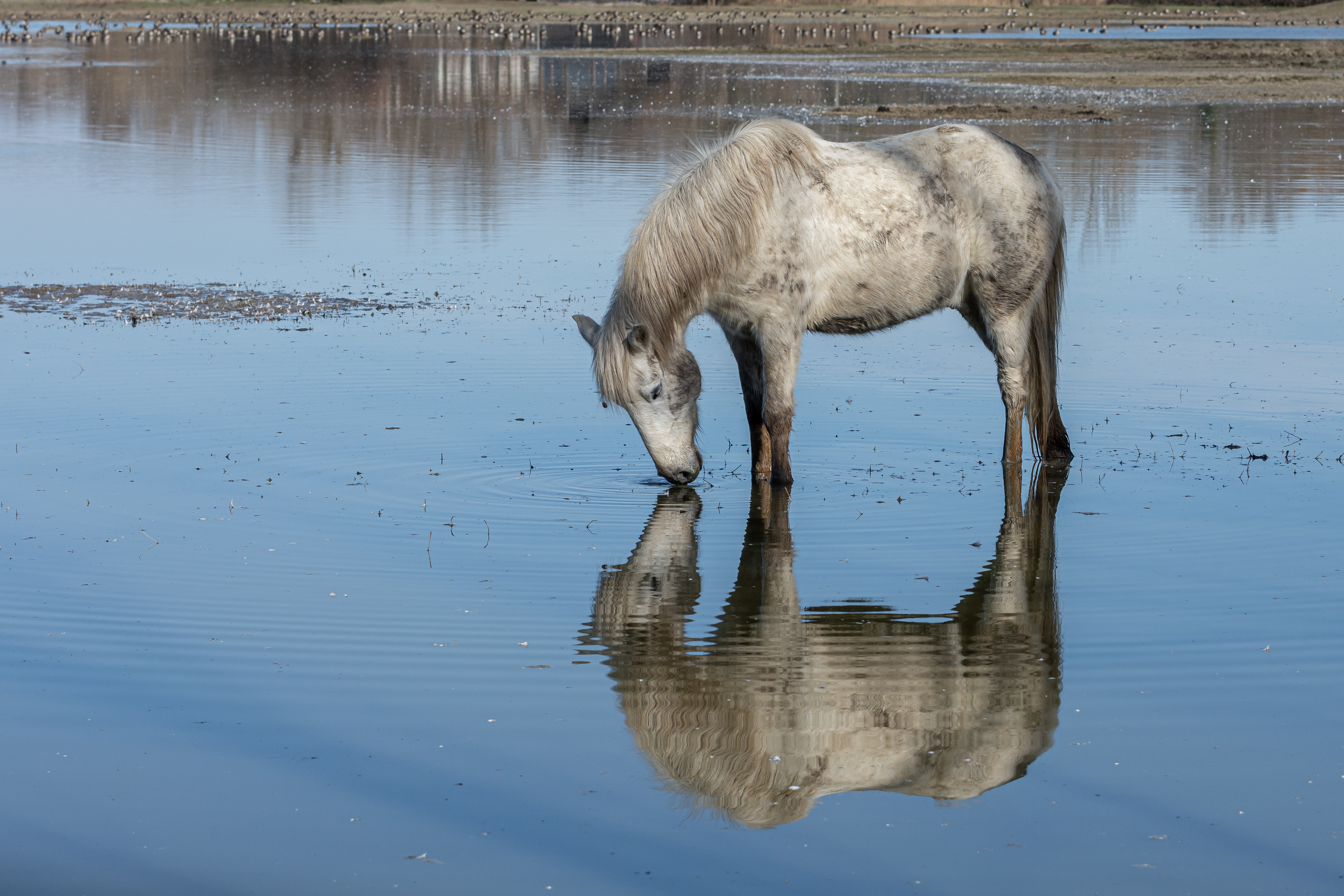
Cavallo della Camargue

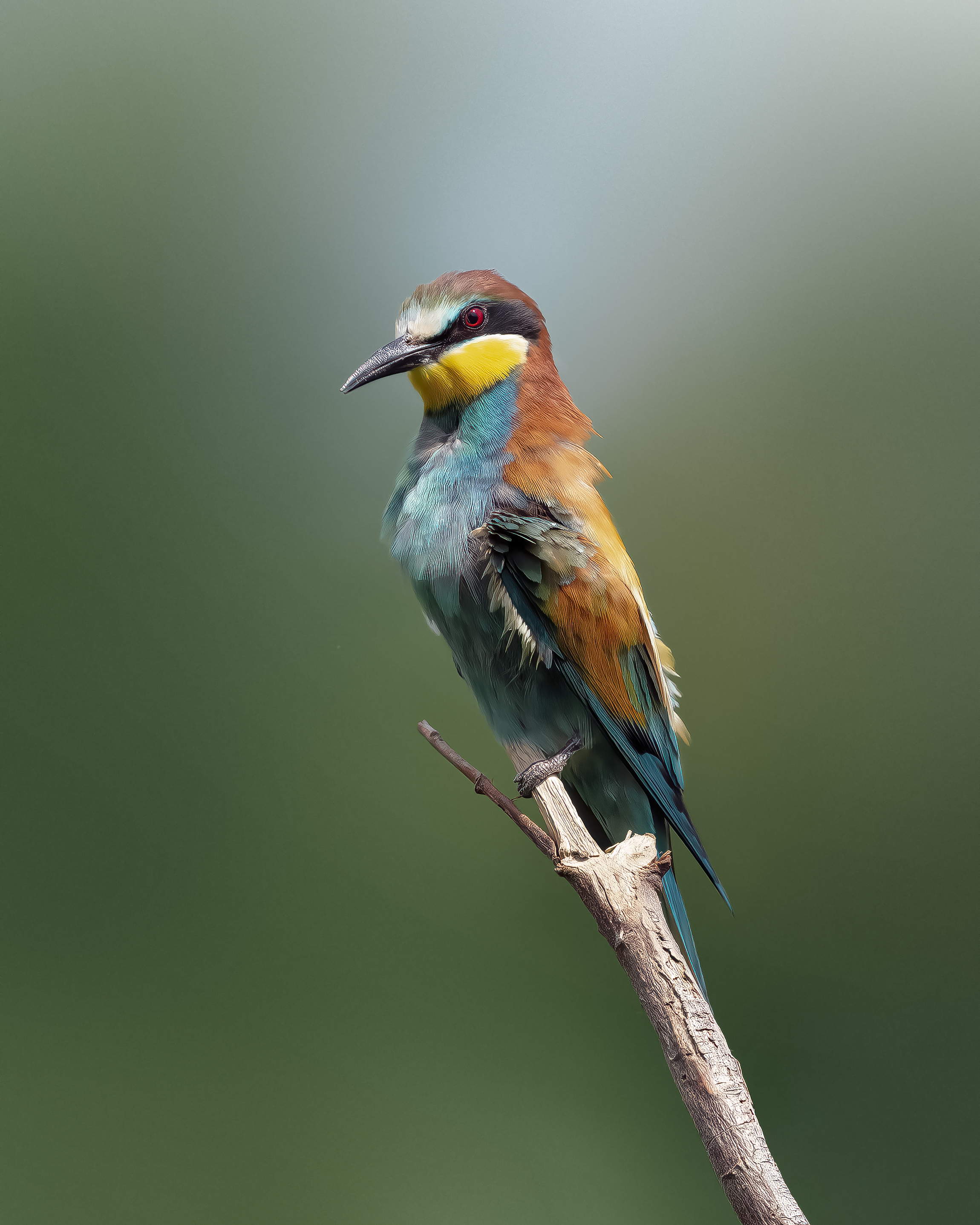
Gruccione

Nella riserva si segnala la presenza di un elevatissimo numero di specie di uccelli legate alla zona umida. In particolare, nella parte della Riserva denominata Isola della Cona è in corso da anni il monitoraggio dell'avifauna che ha permesso di censire un totale di 322 specie stanziali, svernanti o di passaggio.